# Calvin Murphy
Calvin Jerome "Cal" Murphy (Norwalk, Connecticut, 9 de mayo de 1948) es un exjugador de baloncesto estadounidense que jugó durante 13 temporadas en la NBA, siempre en el equipo de los Rockets. Con apenas 1,75 metros de altura, jugaba de base.

## Trayectoria deportiva

### Universidad
Estudió en la Universidad de Niágara durante tres años, siendo elegido en el primer equipo All-America en 2 ocasiones y una en el segundo. Anotó 2.548 puntos en los 77 partidos que disputó (33,3 puntos por partido), marca que es la cuarta mejor en la historia de la NCAA. Curiosamente su mejor temporada fue la de novato, en la cual promedió 38,2 puntos por encuentro.

### Profesional
A pesar de esas cifras en su etapa universitaria, y quizás por haber militado en una universidad de segunda fila, no fue elegido en el Draft de la NBA de 1970 hasta la primera posición de la segunda ronda (puesto 18 total), por los San Diego Rockets, equipo que al año siguiente se mudaría a la ciudad tejana de Houston. En su primera temporada, tras promediar 15,8 puntos y 4 asistencias, fue incluido en el mejor quinteto de rookies. Durante sus 13 temporadas como profesional fue acumulando récords, como el del mejor porcentaje de tiros libres de la historia de la liga, en la temporada 1980-81, cuando consiguió un increíble 95,8% (206 de 215 tiros libres). También fue el máximo anotador histórico de los Rockets, hasta la llegada de Hakeem Olajuwon. consiguió llegar a las Finales de la NBA en 1981, perdiendo ante Boston Celtics en 6 partidos.
En el total de su trayectoria profesional, promedió 17,9 puntos y 4,4 asistencias, con un 89,2% en tiros libres. en 1993 fue incluido en el Basketball Hall of Fame.

## Estadísticas de su carrera en la NBA

### Temporada regular
| Año      | Equipo    | PJ    | PT | MPP  | %TC  | %3P  | %TL  | RPP | APP | ROB | TPP | PPP  |
| -------- | --------- | ----- | -- | ---- | ---- | ---- | ---- | --- | --- | --- | --- | ---- |
| 1970-71  | San Diego | 82    | –  | 24.6 | .458 | –    | .820 | 3.0 | 4.0 | –   | –   | 15.8 |
| 1971-72  | Houston   | 82    | –  | 31.0 | .455 | –    | .890 | 3.1 | 4.8 | –   | –   | 18.2 |
| 1972-73  | Houston   | 77    | –  | 22.0 | .465 | –    | .888 | 1.9 | 3.4 | –   | –   | 13.0 |
| 1973-74  | Houston   | 81    | –  | 36.1 | .522 | –    | .868 | 2.3 | 7.4 | 1.9 | 0.0 | 20.4 |
| 1974-75  | Houston   | 78    | –  | 32.2 | .484 | –    | .883 | 2.2 | 4.9 | 1.6 | 0.1 | 18.7 |
| 1975-76  | Houston   | 82    | –  | 36.5 | .493 | –    | .907 | 2.5 | 7.3 | 1.8 | 0.1 | 21.0 |
| 1976-77  | Houston   | 82    | –  | 33.7 | .490 | –    | .886 | 2.1 | 4.7 | 1.8 | 0.1 | 17.9 |
| 1977-78  | Houston   | 76    | –  | 38.2 | .491 | –    | .918 | 2.2 | 3.4 | 1.5 | 0.0 | 25.6 |
| 1978-79  | Houston   | 82    | –  | 35.9 | .496 | –    | .928 | 2.1 | 4.3 | 1.4 | 0.1 | 20.2 |
| 1979-80  | Houston   | 76    | –  | 35.2 | .493 | .040 | .897 | 2.0 | 3.9 | 1.9 | 0.1 | 20.0 |
| 1980-81  | Houston   | 76    | –  | 26.5 | .492 | .235 | .958 | 1.1 | 2.9 | 1.5 | 0.1 | 16.7 |
| 1981-82  | Houston   | 64    | 0  | 18.8 | .427 | .063 | .909 | 1.0 | 2.5 | 0.7 | 0.0 | 10.2 |
| 1982-83  | Houston   | 64    | 0  | 22.2 | .447 | .286 | .920 | 1.2 | 2.5 | 0.9 | 0.1 | 12.8 |
| Total    | Total     | 1,002 | –  | 30.5 | .482 | .139 | .892 | 2.1 | 4.4 | 1.5 | 0.1 | 17.9 |
| All-Star | All-Star  | 1     | 0  | 15.0 | .600 | –    | –    | 1.0 | 5.0 | 2.0 | 0.0 | 6.0  |

### Playoffs
| Año   | Equipo  | PJ | PT | MPP  | %TC  | %3P  | %TL   | RPP | APP | ROB | TPP | PPP  |
| ----- | ------- | -- | -- | ---- | ---- | ---- | ----- | --- | --- | --- | --- | ---- |
| 1975  | Houston | 8  | –  | 38.1 | .462 | –    | .895  | 2.4 | 5.6 | 1.8 | 0.1 | 24.4 |
| 1977  | Houston | 12 | –  | 35.0 | .479 | –    | .933  | 1.6 | 6.3 | 1.6 | 0.2 | 19.3 |
| 1979  | Houston | 2  | –  | 36.5 | .290 | –    | .889  | 1.5 | 3.0 | 4.0 | 0.5 | 13.0 |
| 1980  | Houston | 7  | –  | 37.9 | .537 | .500 | 1.000 | 1.4 | 3.7 | 1.6 | 0.0 | 18.7 |
| 1981  | Houston | 19 | –  | 28.4 | .495 | .286 | .967  | 1.3 | 3.0 | 1.4 | 0.0 | 18.1 |
| 1982  | Houston | 3  | –  | 19.0 | .227 | .000 | .875  | 1.0 | 1.3 | 0.3 | 0.0 | 5.7  |
| Total | Total   | 51 | –  | 32.5 | .475 | .286 | .932  | 1.5 | 4.2 | 1.5 | 0.1 | 18.5 |

## Logros y reconocimientos
- All Star en 1979.
- Elegido en el Mejor quinteto de rookies en 1971.
- 2 veces mejor porcentaje de tiros libres de la NBA.
- Su camiseta con el número 23 fue retirada por Houston Rockets como homenaje.
- Incluido en el Basketball Hall of Fame en 1993.